# Рекарека

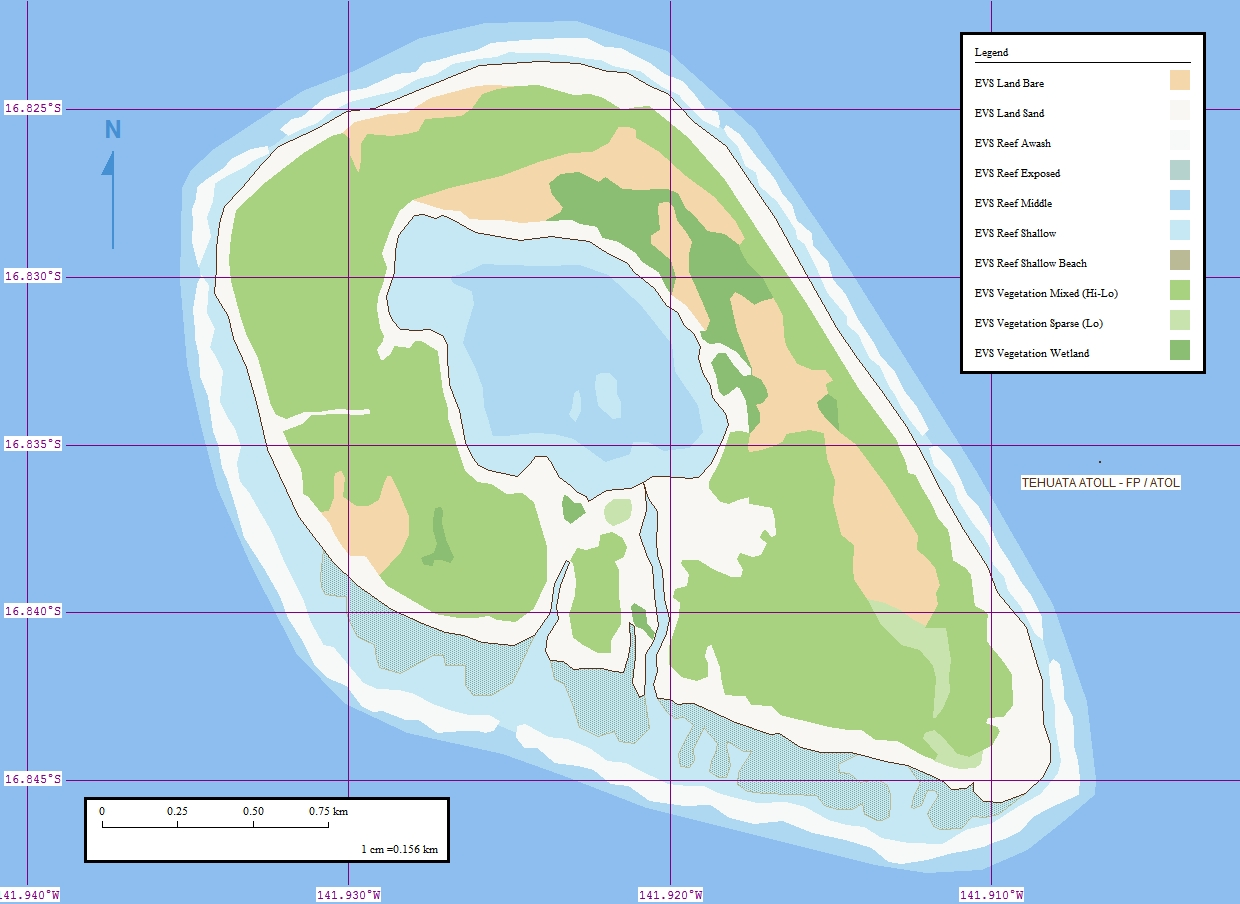
Карта Рекарека

Рекарека (фр. Rekareka) — атолл в архипелаге Туамоту (Французская Полинезия). Расположен в 720 км к востоку от острова Таити.

## География
Рекарека — небольшой атолл, в центре которого расположена лагуна, полностью изолированная от океанических вод.

## История
Атолл был открыт в 1606 году испанским мореплавателем родом из Португалии Педро Фернандесом Киросом, который назвал его Ла-Сагитария.

## Административное деление
Административно входит в состав коммуны Хао.

## Население
В 2007 году Рекарека был необитаем, на острове полностью отсутствовала инфраструктура.